# Stephen Synnott
Stephen P. Synnott (1946) è un astronomo statunitense.
Appartiene al gruppo di scienziati che ha studiato immagini e dati inviati a Terra dalle sonde Voyager; si è reso scopritore di numerosi satelliti naturali dei giganti gassosi del sistema solare esterno.
Sono attribuite a Synnott le scoperte di:
- Metide e Tebe, satelliti naturali di Giove;
- Puck, satellite naturale di Urano;
- Despina, Galatea, Larissa e Proteo, satelliti naturali di Nettuno.

Gli è stato dedicato l'asteroide 6154 Stevesynnott.